# Maasser Sheni
Le Ma'asser Sheni (hébreu מעשר שני, seconde dîme) est une dîme pratiquée dans le judaïsme orthodoxe dont les racines remontent à la Bible hébraïque. Aux temps des Temples de Jérusalem, elle consistait à prélever un dixième de la production agricole des première, seconde, quatrième et cinquième années du cycle septennal de la terre pour le prendre au Temple et l'y consommer.

## Dans la Bible hébraïque
La dîme est exposée dans le Livre du Deutéronome, aux côtés d'une autre dîme, le Ma'asser 'Ani, prélevées la troisième et sixième année du cycle septennal. Aucune dîme n'est prélevée lors de la septième année, la Shmita, car la terre doit être laissée au repos.
Cette dîme était prélevée sur le blé, le vin et l'huile et devait être consommée au sanctuaire, sauf si la distance jusqu'à Jérusalem était trop importante, la dîme devait être convertie en argent et utilisée pour acheter tout produit comestible que le propriétaire désirerait manger à Jérusalem.
Le prophète Malachie appuie sur l'importance de la pratique, en suggérant à ses auditeurs de « mettre Dieu à l'épreuve » :

« Apportez toutes les dîmes dans le lieu du dépôt, pour qu'il y ait des provisions dans Ma maison, et attendez-moi à cette épreuve, dit l'Eternel-Cebaot: [vous verrez] si Je n'ouvre pas en votre faveur les cataractes du ciel, si Je ne répands pas sur vous la bénédiction au-delà de toute mesure. »

## Dans la Mishna et le Talmud
La Mishna décrit quatre nouvel ans, parmi lesquels le Nouvel An des dîmes sur la récolte le 1er Tishri, celui sur les animaux le 1er Eloul et celui sur les arbres le 1er ou le 15 Shevat. Le Talmud et ses commentaires ultérieurs débattent extensivement sur le début et la fin de l'année de dîme pour différents types de récoltes dans diverses situations.
Elle consacre par ailleurs un traité entier aux lois de la seconde dîme, également intitulé Maasser Sheni.